# Barosaurus lentus
Barosaurus lentus (gr. "lagarto pesado lento") es la única especie conocida del género extinto Barosaurus de dinosaurio saurópodo diplodócido, que vivió a finales del período Jurásico, hace aproximadamente 150 millones de años, durante el Titoniense, en Norteamérica. El término compuesto Barosaurus proviene de las palabras griegas barys, βαρυς que significa "pesado" y sauros σαυρος, que significa "lagarto".
El Museo Americano de Historia Natural en Nueva York, tiene un esqueleto de una madre Barosaurus parada en sus piernas traseras a una altura enorme para proteger a su prole contra un Allosaurus. Su cabeza está al nivel del quinto piso del edificio. Sin embargo, el que Barosaurus pudiera colocarse de tal manera en vida, es aún desconocido. Los restos se han encontrado en la Formación Morrison en el Período Jurásico Superior en las zonas estratigráficas 2-5 de Utah y Dakota del Sur y posiblemente África, como lo demuestra la Formación Kadsi.
Los restos de Barosaurus se encontraron por toda la Formación Morrison, junto con los otros cinco bien conocidos saurópodos, Diplodocus, Apatosaurus, Camarasaurus, Brachiosaurus y Haplocanthosaurus, los depredadores Allosaurus, Saurophaganax y posiblemente el Torvosaurus, y el dinosaurio con placas Stegosaurus.

## Descripción
Barosaurus era un diplodócido grande pero bastante típico con un cuello largo y una también larga cola en forma de látigo. De hecho, muchos aspectos del Barosaurus lo hacen muy similar al propio Diplodocus, pero con diferencias leves, como las espinas dorsales mucho más altas con una cola más corta, y un cuello mucho más largo, de probablemente de más de 14 metros de largo. Barosaurus era un animal enorme, con algunos adultos que mide más de 26 metros de longitud y un peso de más de 20 toneladas. Barosaurus tiene diferentes proporciones con respecto a su pariente cercano Diplodocus, con un cuello más largo y la cola más corta, pero mide aproximadamente la misma longitud total. Era más largo que el Apatosaurus, pero su esqueleto era menos robusto.
Los cráneos de saurópodos rara vez se conservan, y los científicos todavía tienen que descubrir uno de Barosaurus. Los diplodócidos relacionados, como Apatosaurus y Diplodocus tenían cráneos largos y bajos con los dientes como lápices confinados a la parte frontal de las mandíbulas.

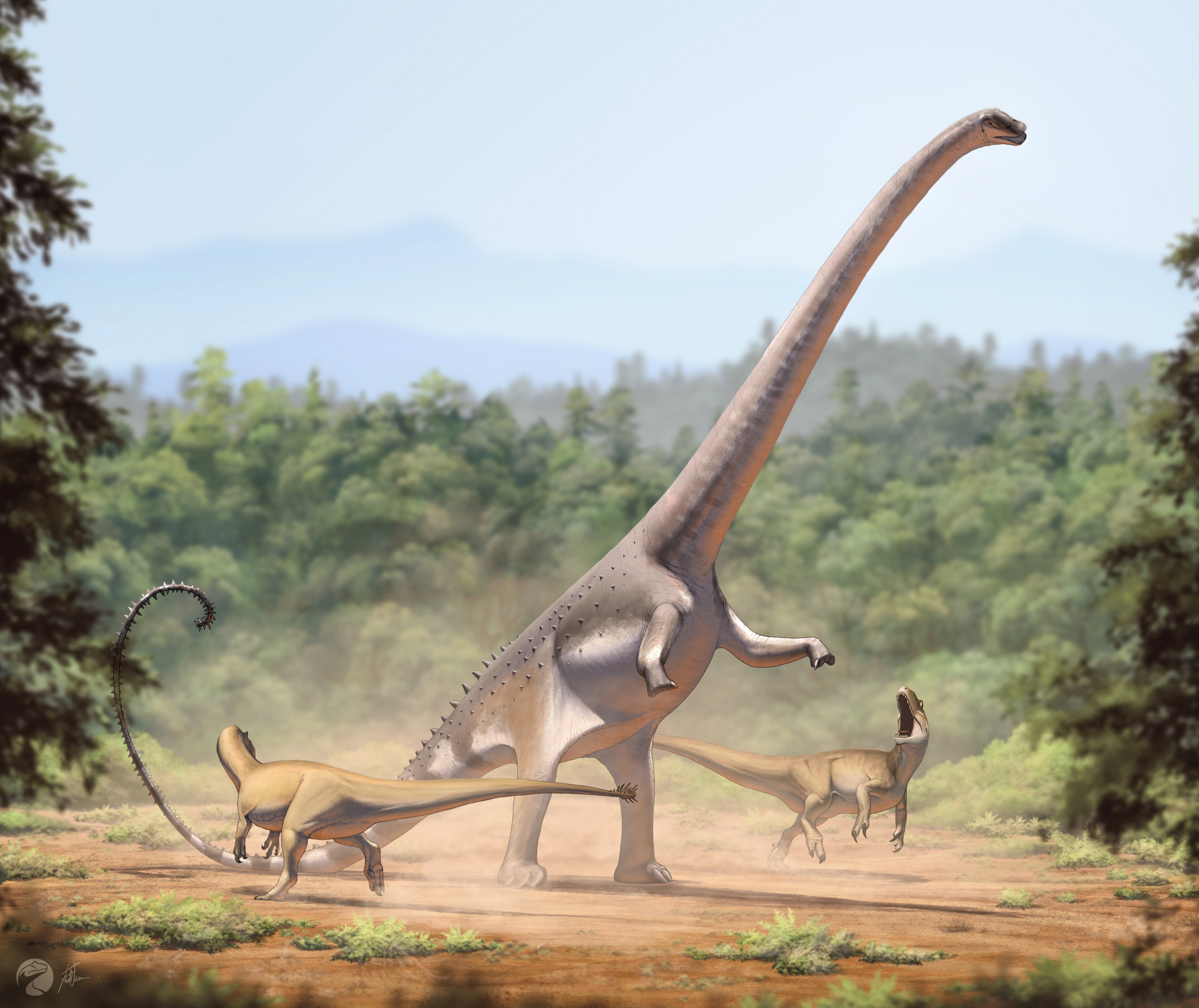
Reconstrucción en vida de un Barosaurus lentus defendiéndose de un par de Allosaurus.

La mayor parte de las características distintivas de esqueléticas Barosaurus estaban en el vértebras, aunque nunca se ha encontrado una columna vertebral completa. Diplodocus y Apatosaurus ambos tenían 15 vértebras cervicales en el cuello y 10 dorsales en el tronco, mientras que Barosaurus tenía sólo 9 dorsales. La primera vértebra dorsal puede haberse sido convertido en una vértebra cervical, para un total de 16 vértebras en el cuello. Las vértebras cervicales de Barosaurus  fueron similares a las de Diplodocus, pero algunas eran hasta 50% más larga. Las espinas neurales que sobresalen de la parte superior de las vértebras no eran ni tan altas o tan complejas en Barosaurus como lo fueron en Diplodocus. En contraste con sus vértebras del cuello, Barosaurus tenía vértebras caudales en la cola más cortas que Diplodocus, resultando en una cola más corta. Los huesos cheurones que recubren la parte inferior de la cola estaban bifurcados y tenía un pico prominente hacia adelante, al igual que la estrechamente relacionado Diplodocus. La cola probablemente terminó en un largo látigo, al igual que en Apatosaurus, Diplodocus y otros diplodócidos, algunos de los cuales tenían hasta 80 vértebras de la cola.

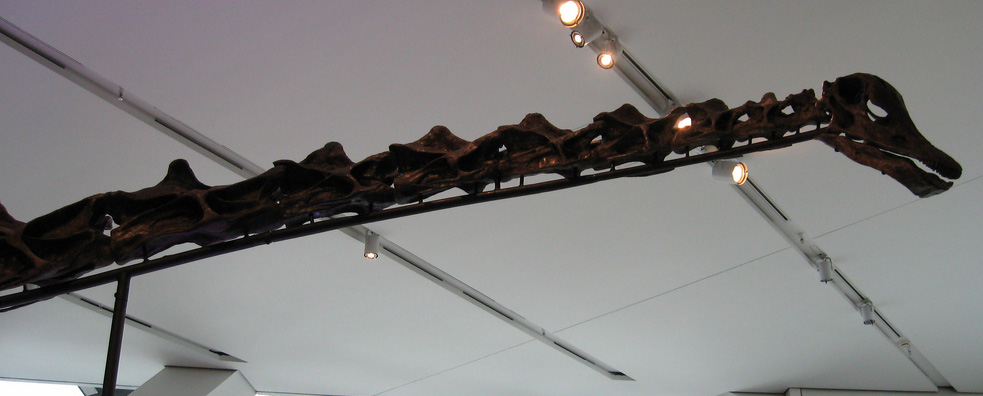
Barosaurus cabeza y cuello, Museo Real de Ontario.

Antiguamente se creía que Barosaurus podía levantar su largo cuello hacia arriba como una jirafa. Para bombear sangre al cerebro, el corazón habría tenido que pesar cerca de 1,6 toneladas. Cuanto más grande un corazón es, más lento el latido. Pero en ese caso, la sangre fluiría de nuevo al corazón antes de que alcanzara el cerebro. Debido a esta inconsistencia, existió una teoría radical que afirmaba que Barosaurus tenía 8 corazones, dos en el pecho y tres pares en el cuello. Otra teoría postuló que tenía esfínteres arteriales que reducían la cantidad de sangre que retrocedía. Desde entonces, los modelos de computadora de diplodócidos han demostrado que probablemente era habitual que sostuvieran sus cuellos más o menos horizontalmente, con lo que se elimina este problema.
Los huesos de las extremidades de Barosaurus eran virtualmente indistinguibles de las de Diplodocus. Ambos eran cuadrúpedos, con extremidades con forma de columna adaptados para soportar la enorme masa de los animales. Barosaurus tenía extremidades anteriores proporcionalmente más largas que otros diplodócidos, aunque todavía eran más cortos que la mayoría de los otros grupos de saurópodos. Había una solo hueso carpiano en la muñeca, y los metacarpianos eran más delgados que los de Diplodocus. Los pies de Barosaurus nunca han sido descubiertos, pero al igual que otros saurópodos, que habrían sido digitígrados, con las cuatro patas que llevan cada cinco pequeños dedos de los pies. Una gran garra adornado el dígito en el interior en las manos, pie delantero, mientras que las garras más pequeñas con punta redondeados de los tres dígitos de los pies de la pata trasera.

## Descubrimiento e investigación

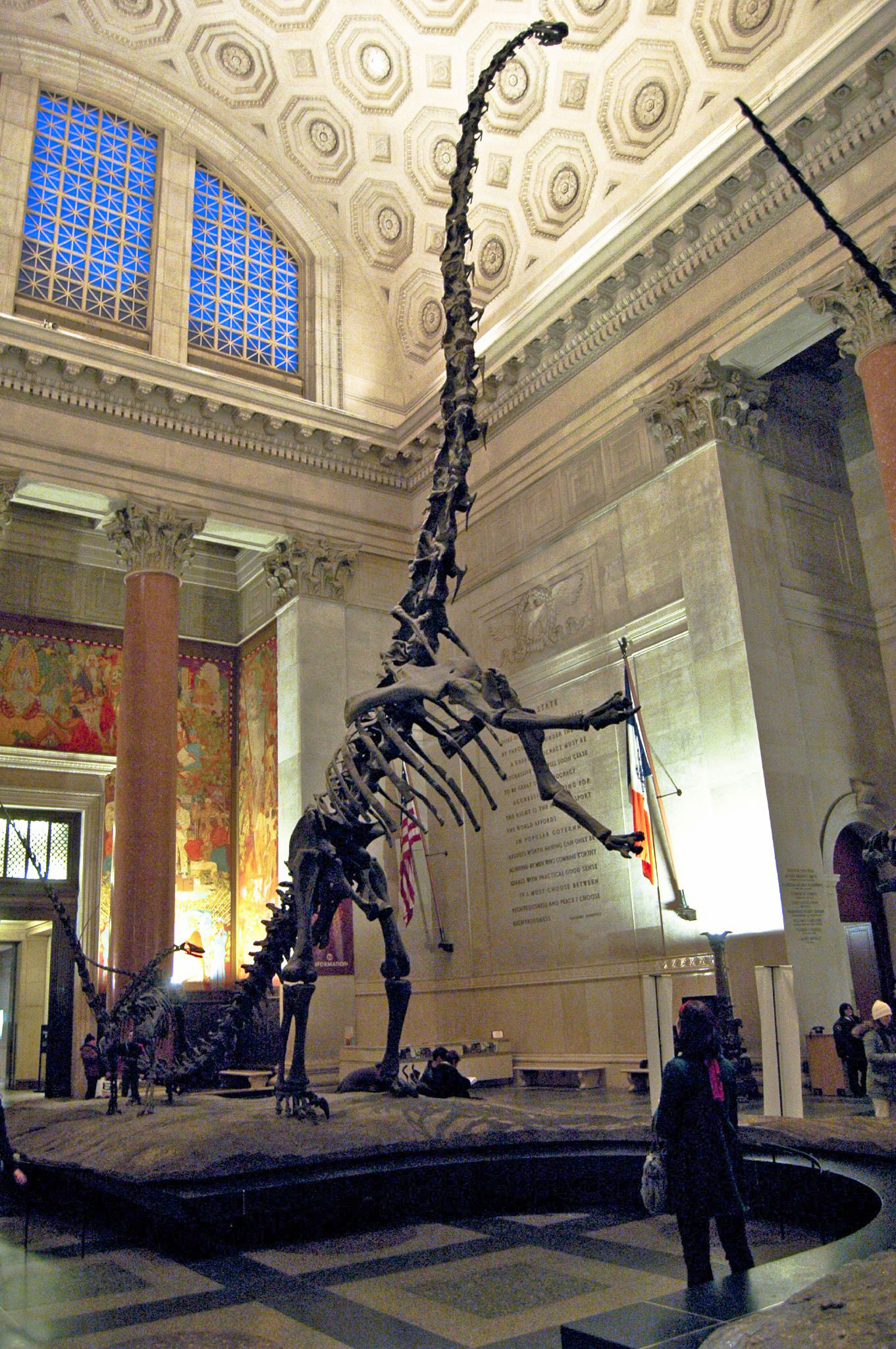
Una vista de Barosaurus montado en el Museo Americano de Historia Natural en Nueva York con un Kaatedocus juvenil (en la cola).

Los primeros restos de Barosaurus fueron descubiertos en la Formación Morrison de Dakota del Sur por la Sra E.R. Ellerman, empleada de correos de Pottsville, y excavados por Othniel Charles Marsh y John Bell Hatcher de la Universidad de Yale en 1889. Solamente seis vértebras de la cola fueron recuperadas en ese momento, formando el espécimen tipo, YPM 429 de una nueva especie, que Marsh nombró Barosaurus lentus, por los vocablos griegos βαρυς/barys ("pesado") y σαυρος/sauros ("lagarto"), y del latín lentus ("lento"). El resto del espécimen tipo fue dejado en el suelo bajo la protección del propietario del terreno, la Sra. Rachel Hatch, hasta que se recogió nueve años más tarde, en 1898, por el ayudante de Marsh, George Rieber Wieland. Estos nuevos restos consistían en vértebras, costillas y huesos de las extremidades. En 1896 Marsh había colocado Barosaurus en la familia Atlantosauridae, en 1898 fue clasificado por él por primera vez como un diplodócido. En su último artículo publicado antes de su muerte, Marsh nombró dos pequeños metatarsianos encontrados por Wieland como una segunda especie, Barosaurus affinis, pero esto ha sido considerado como un sinónimo más moderno de B. lentus.
Ya en el siglo XX, Museo de Historia Natural Carnegie de Pittsburgh envió cazadores de fósiles Earl Douglass a Utah para excavar la cantera Carnegie en el área ahora conocida como Monumento nacional Dinosaurio. Cuatro vértebras del cuello, cada uno de un metro de largo, se recogieron en 1912 cerca de un ejemplar de Diplodocus, pero unos años más tarde, William Jacob Holland se dio cuenta de que pertenecían a una especie diferente. Mientras tanto, el espécimen tipo de Barosaurus habían sido finalmente preparado en Yale en el invierno de 1917 y fue descrito completamente por Richard Swann Lull en 1919. Basándose en la descripción de Lull, Holland refirió las vértebras, CM 1198, junto con un segundo esqueleto parcial encontrado por Douglass en 1918, CM 11984, a Barosaurus. Este segundo espécimen de Carnegie permaneció en la pared de roca en Monumento nacional Dinosaurio y no se preparó por completo hasta la década de 1980.
El espécimen más completo de Barosaurus lentus fue excavado desde la cantera Carnegie en 1923 por Douglass, que ahora trabaja para la Universidad de Utah después de la muerte de Andrew Carnegie, que había estado financiando los trabajos anteriores de Douglass en Pittsburgh. El material de este espécimen se extendió inicialmente a través de tres instituciones. La mayor parte de la parte vértebras de la espalda, costillas, pelvis, extremidades posteriores y la mayor parte de la cola se quedaron en la Universidad de Utah, mientras que las vértebras del cuello, algunas vértebras de la espalda, la cintura escapular y extremidades anteriores fueron enviados al Museo Nacional de Historia Natural en Washington D. C. , y una pequeña sección de vértebras de la cola terminó en el Museo Carnegie de Pittsburgh. Sin embargo, en 1929 Barnum Brown organizó todo el material para ser enviado al Museo Americano de Historia Natural en Nueva York , donde permanece en la actualidad. Un molde de este espécimen,  AMNH 6341 se montó con una forma controvertida en el vestíbulo del Museo Americano, alzándose para defender a sus crías, AMNH 7530, ahora clasificado como Kaatedocus siberi  de un ataque de Allosaurus fragilis. Más recientemente, más vértebras y la pelvis fueron recuperados en Dakota del Sur. Este material, SDSM 25210 y 25331 se almacena en la colección de la Escuela de Dakota del Sur de Minas y Tecnología de Rapid City.
Un espécimen parcialmente completo de Barosaurus de más de 24 metros fue adquirido, guardado en depósito por falta de espacio de exhibición y más tarde olvidado en el Museo Real de Ontario en Toronto, Canadá. Después de más de 40 años de almacenaje, los enormes fósiles fueron redescubiertos en 2007 en varios estantes y cajones por el Dr. Dave Evans curador del museo a través de referencias existentes en papeles de Jack McIntosh que hacían mención a un espécimen de Barosaurus adquirido por el ROM. Después de cierta investigación, Evans descubrió más del 50% del esqueleto. La organización Research Casting International fue comisionada para montarlo y exhibirlo en las galerías Temerty del museo.  La presentación de Gordo, como se llamó al esqueleto fósil de este Barosaurus se produjo el 12 de diciembre de 2007. Earl Douglass había excavado este espécimen en la Cantera Carnegie en el siglo XX. El Museo Real de Ontario lo adquirió en 1962 al Museo Carnegie. El espécimen no fue exhibido y se mantuvo en el almacenamiento hasta su redescubrimiento por David Evans 45 años más tarde. Esté regresó a Toronto y buscó en las áreas de almacenamiento y encontró muchos fragmentos, grandes y pequeños del esqueleto. Ahora es una pieza central de la exposición de dinosaurios del Museo Real de Ontario, en la Galería James y Louise Temerty de la era de los dinosaurios. Con casi 27,5 metros de largo, es el espécimen de dinosaurio más grande jmontado en Canadá. El espécimen esta aproximadamente 40% completo. Como el cráneo de Barosaurus nunca se ha encontrado, el espécimen lleva la cabeza de un Diplodocus. Cada hueso está montado en una armazón separada de modo que pueda ser retirado del esqueleto para el estudio y luego se reemplaza sin perturbar el resto del esqueleto. En la carrera para poner el dinosaurio en exhibición dentro de diez semanas de su entrega a la Investigación de reparto Internacional en 2500 unidades, no todos los fragmentos óseos se montaron. Además, más huesos etiquetados ROM 3670 siguen estando en almacenamiento. En el futuro, más pueden ser añadido a la muestra y puede llegar a ser el más completo conocido. John McIntosh cree que el esqueleto del Museo Real de Ontario es el mismo individuo representado por cuatro vértebras del cuello con la etiqueta "CM 1198" en la colección del Museo Carnegie.

### Barosaurusen África
En 1907, el paleontólogo alemán Eberhard Fraas descubrió los esqueletos de dos saurópodos en una expedición a las camas Tendaguru en África Oriental Alemana, ahora Tanzania. Clasificó ambos especímenes en el nuevo género Gigantosaurus, con cada esqueleto representando una nueva especie, G. africanus y G. robustus. Sin embargo, este nombre de género ya se había dado a los restos fragmentarios de un saurópodo de Inglaterra. Ambas especies se trasladaron a un nuevo género, Tornieria, en 1911. Tras el estudio adicional de estos restos y muchos otros fósiles de saurópodos de las camas Tendaguru enormemente productiva, Werner Janensch una vez más trasladó las especies, esta vez para el género norteamericano Barosaurus. En 1991, "Gigantosaurus" robustus fue reconocido como un titanosauriano y colocado en un nuevo género, Janenschia , como J. robusta. Por ese tiempo muchos paleontólogos sospechaban que "Barosaurus" africanus también era distinto del género de América del Norte, cosa que fue confirmada cuando el material se redescribió en 2006. La especie africana, aunque estrechamente relacionada con Barosaurus lentus y Diplodocus de América del Norte, es ahora una vez más conocido como Tornieria africana. Otra formación de África, la formación Kadsi de Zimbabue presenta material referido a Barosaurus, aunque están sin describir aun y su informe es anterior a la descripción de Tornieria.

## Clasificación
Barosaurus es un miembro de la familia Diplodocidae y se lo suele colocar con Diplodocus en la subfamilia Diplodocinae. Los diplodócidos se caracterizan por las colas largas con más de 70 vértebras, extremidades anteriores más cortas que otros saurópodos, y numerosas características del cráneo. Los diplodocinos como Barosaurus y Diplodocus tienen una constitución general delgada y cuellos y colas más largos que apatosaurinos, la otra subfamilia de diplodócidos.
La sistemática de Diplodocidae está bien establecida. Diplodocus durante mucho tiempo ha sido considerado como el pariente más cercano de Barosaurus. Barosaurus es monoespecífico, ya que contiene sólo la especie tipo, B. lentus, mientras que al menos tres especies pertenecen al género Diplodocus. Otro género de diplodócido, Seismosaurus, es considerado por muchos paleontólogos ser un sinónimo más moderno de Diplodocus es una posible cuarta especie. Tornieria, antes conocido como "Barosaurus" africanus y Australodocus de las famosas camas de Tendaguru de Tanzania en el este de África también se han clasificado como diplodocinos. Con su vértebras del cuello alargadas, Tornieria pueden haber estado particularmente estrechamente relacionado con Barosaurus. La otra subfamilia de diplodócidos es Apatosaurinae, que incluye a Apatosaurus y Supersaurus. El género temprano Suuwassea es considerado por algunos como un apatosaurino, mientras que otros lo consideran como un miembro basal de la superfamilia Diplodocoidea o como el único dicreosáurido de Norteamérica. Los fósiles de diplodócido se encuentran en América, Europa y África. Más alejadas dentro de Diplodocoidea son las familias Dicraeosauridae y Rebbachisauridae, que sólo se encuentran en los continentes del sur.

### Sistemática
El siguiente es un cladograma de Diplodocinae según Tschopp, Mateus y Benson de 2015.

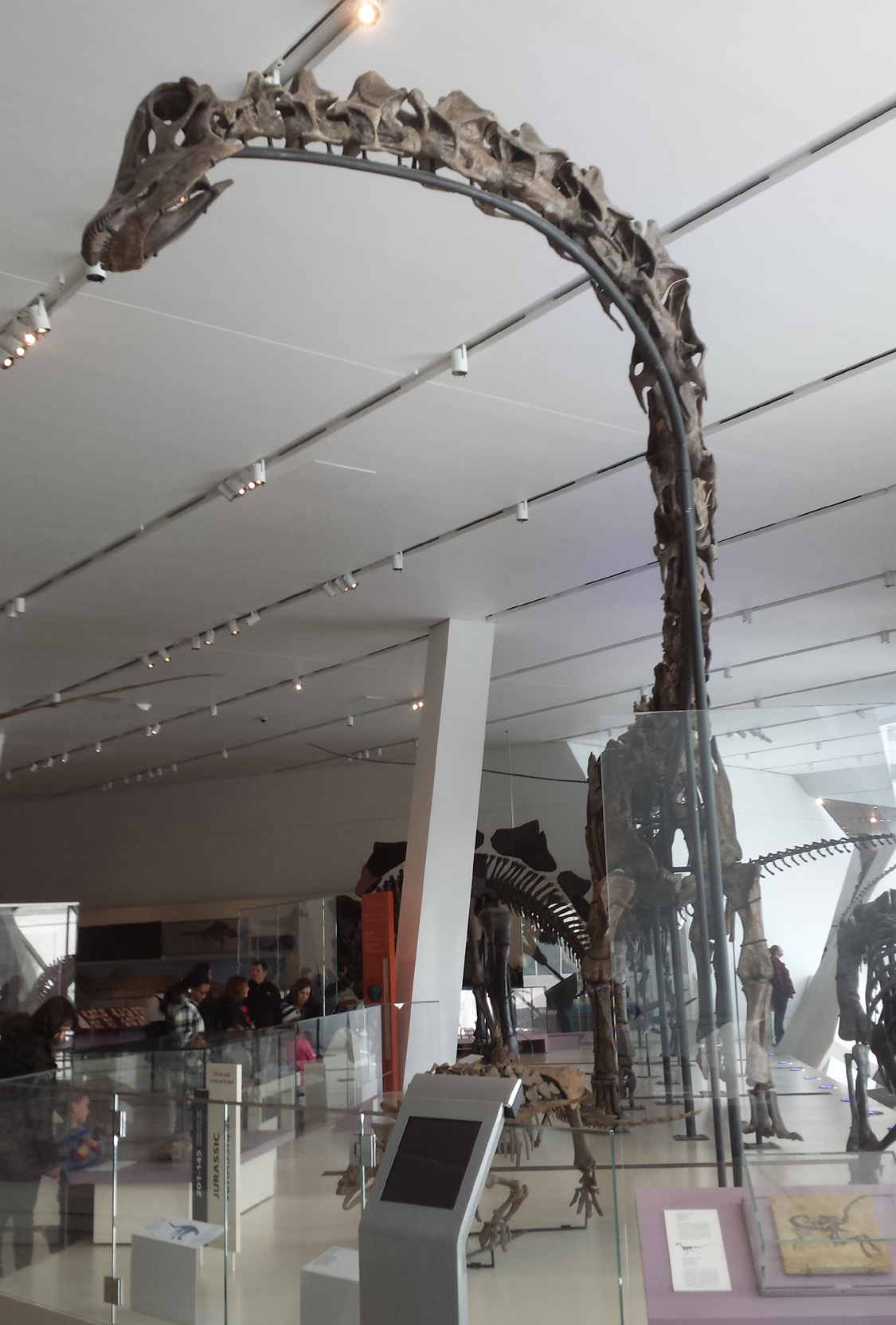
Esqueleto montado en el Museo Real de Ontario, con un primer plano de cabeza y cuello.

|  | Supersaurus lourinhanensis |
|  |                            |
|  | Supersaurus vivianae       |
|  |                            |

|  | Diplodocus carnegii |
|  |                     |
|  | Diplodocus hallorum |
|  |                     |

|  | Kaatedocus siberi |
|  |                   |
|  | Barosaurus lentus |
|  |                   |

|  | Diplodocus carnegii |
|  |                     |
|  | Diplodocus hallorum |
|  |                     |

|  | Kaatedocus siberi |
|  |                   |
|  | Barosaurus lentus |
|  |                   |

|  | Diplodocus carnegii |
|  |                     |
|  | Diplodocus hallorum |
|  |                     |

|  | Kaatedocus siberi |
|  |                   |
|  | Barosaurus lentus |
|  |                   |

|  | Diplodocus carnegii |
|  |                     |
|  | Diplodocus hallorum |
|  |                     |

|  | Kaatedocus siberi |
|  |                   |
|  | Barosaurus lentus |
|  |                   |

|  | Diplodocus carnegii |
|  |                     |
|  | Diplodocus hallorum |
|  |                     |

|  | Kaatedocus siberi |
|  |                   |
|  | Barosaurus lentus |
|  |                   |

|  | Diplodocus carnegii |
|  |                     |
|  | Diplodocus hallorum |
|  |                     |

|  | Kaatedocus siberi |
|  |                   |
|  | Barosaurus lentus |
|  |                   |

|  | Diplodocus carnegii |
|  |                     |
|  | Diplodocus hallorum |
|  |                     |

|  | Kaatedocus siberi |
|  |                   |
|  | Barosaurus lentus |
|  |                   |

|  | Diplodocus carnegii |
|  |                     |
|  | Diplodocus hallorum |
|  |                     |

|  | Kaatedocus siberi |
|  |                   |
|  | Barosaurus lentus |
|  |                   |

|  | Supersaurus lourinhanensis |
|  |                            |
|  | Supersaurus vivianae       |
|  |                            |

|  | Diplodocus carnegii |
|  |                     |
|  | Diplodocus hallorum |
|  |                     |

|  | Kaatedocus siberi |
|  |                   |
|  | Barosaurus lentus |
|  |                   |

|  | Diplodocus carnegii |
|  |                     |
|  | Diplodocus hallorum |
|  |                     |

|  | Kaatedocus siberi |
|  |                   |
|  | Barosaurus lentus |
|  |                   |

|  | Diplodocus carnegii |
|  |                     |
|  | Diplodocus hallorum |
|  |                     |

|  | Kaatedocus siberi |
|  |                   |
|  | Barosaurus lentus |
|  |                   |

|  | Diplodocus carnegii |
|  |                     |
|  | Diplodocus hallorum |
|  |                     |

|  | Kaatedocus siberi |
|  |                   |
|  | Barosaurus lentus |
|  |                   |

|  | Diplodocus carnegii |
|  |                     |
|  | Diplodocus hallorum |
|  |                     |

|  | Kaatedocus siberi |
|  |                   |
|  | Barosaurus lentus |
|  |                   |

|  | Diplodocus carnegii |
|  |                     |
|  | Diplodocus hallorum |
|  |                     |

|  | Kaatedocus siberi |
|  |                   |
|  | Barosaurus lentus |
|  |                   |

|  | Diplodocus carnegii |
|  |                     |
|  | Diplodocus hallorum |
|  |                     |

|  | Kaatedocus siberi |
|  |                   |
|  | Barosaurus lentus |
|  |                   |

|  | Diplodocus carnegii |
|  |                     |
|  | Diplodocus hallorum |
|  |                     |

|  | Kaatedocus siberi |
|  |                   |
|  | Barosaurus lentus |
|  |                   |

|  | Supersaurus lourinhanensis |
|  |                            |
|  | Supersaurus vivianae       |
|  |                            |

|  | Diplodocus carnegii |
|  |                     |
|  | Diplodocus hallorum |
|  |                     |

|  | Kaatedocus siberi |
|  |                   |
|  | Barosaurus lentus |
|  |                   |

|  | Diplodocus carnegii |
|  |                     |
|  | Diplodocus hallorum |
|  |                     |

|  | Kaatedocus siberi |
|  |                   |
|  | Barosaurus lentus |
|  |                   |

|  | Diplodocus carnegii |
|  |                     |
|  | Diplodocus hallorum |
|  |                     |

|  | Kaatedocus siberi |
|  |                   |
|  | Barosaurus lentus |
|  |                   |

|  | Diplodocus carnegii |
|  |                     |
|  | Diplodocus hallorum |
|  |                     |

|  | Kaatedocus siberi |
|  |                   |
|  | Barosaurus lentus |
|  |                   |

|  | Diplodocus carnegii |
|  |                     |
|  | Diplodocus hallorum |
|  |                     |

|  | Kaatedocus siberi |
|  |                   |
|  | Barosaurus lentus |
|  |                   |

|  | Diplodocus carnegii |
|  |                     |
|  | Diplodocus hallorum |
|  |                     |

|  | Kaatedocus siberi |
|  |                   |
|  | Barosaurus lentus |
|  |                   |

|  | Diplodocus carnegii |
|  |                     |
|  | Diplodocus hallorum |
|  |                     |

|  | Kaatedocus siberi |
|  |                   |
|  | Barosaurus lentus |
|  |                   |

|  | Diplodocus carnegii |
|  |                     |
|  | Diplodocus hallorum |
|  |                     |

|  | Kaatedocus siberi |
|  |                   |
|  | Barosaurus lentus |
|  |                   |

|  | Supersaurus lourinhanensis |
|  |                            |
|  | Supersaurus vivianae       |
|  |                            |

|  | Diplodocus carnegii |
|  |                     |
|  | Diplodocus hallorum |
|  |                     |

|  | Kaatedocus siberi |
|  |                   |
|  | Barosaurus lentus |
|  |                   |

|  | Diplodocus carnegii |
|  |                     |
|  | Diplodocus hallorum |
|  |                     |

|  | Kaatedocus siberi |
|  |                   |
|  | Barosaurus lentus |
|  |                   |

|  | Diplodocus carnegii |
|  |                     |
|  | Diplodocus hallorum |
|  |                     |

|  | Kaatedocus siberi |
|  |                   |
|  | Barosaurus lentus |
|  |                   |

|  | Diplodocus carnegii |
|  |                     |
|  | Diplodocus hallorum |
|  |                     |

|  | Kaatedocus siberi |
|  |                   |
|  | Barosaurus lentus |
|  |                   |

|  | Diplodocus carnegii |
|  |                     |
|  | Diplodocus hallorum |
|  |                     |

|  | Kaatedocus siberi |
|  |                   |
|  | Barosaurus lentus |
|  |                   |

|  | Diplodocus carnegii |
|  |                     |
|  | Diplodocus hallorum |
|  |                     |

|  | Kaatedocus siberi |
|  |                   |
|  | Barosaurus lentus |
|  |                   |

|  | Diplodocus carnegii |
|  |                     |
|  | Diplodocus hallorum |
|  |                     |

|  | Kaatedocus siberi |
|  |                   |
|  | Barosaurus lentus |
|  |                   |

|  | Diplodocus carnegii |
|  |                     |
|  | Diplodocus hallorum |
|  |                     |

|  | Kaatedocus siberi |
|  |                   |
|  | Barosaurus lentus |
|  |                   |

|  | Supersaurus lourinhanensis |
|  |                            |
|  | Supersaurus vivianae       |
|  |                            |

|  | Diplodocus carnegii |
|  |                     |
|  | Diplodocus hallorum |
|  |                     |

|  | Kaatedocus siberi |
|  |                   |
|  | Barosaurus lentus |
|  |                   |

|  | Diplodocus carnegii |
|  |                     |
|  | Diplodocus hallorum |
|  |                     |

|  | Kaatedocus siberi |
|  |                   |
|  | Barosaurus lentus |
|  |                   |

|  | Diplodocus carnegii |
|  |                     |
|  | Diplodocus hallorum |
|  |                     |

|  | Kaatedocus siberi |
|  |                   |
|  | Barosaurus lentus |
|  |                   |

|  | Diplodocus carnegii |
|  |                     |
|  | Diplodocus hallorum |
|  |                     |

|  | Kaatedocus siberi |
|  |                   |
|  | Barosaurus lentus |
|  |                   |

|  | Diplodocus carnegii |
|  |                     |
|  | Diplodocus hallorum |
|  |                     |

|  | Kaatedocus siberi |
|  |                   |
|  | Barosaurus lentus |
|  |                   |

|  | Diplodocus carnegii |
|  |                     |
|  | Diplodocus hallorum |
|  |                     |

|  | Kaatedocus siberi |
|  |                   |
|  | Barosaurus lentus |
|  |                   |

|  | Diplodocus carnegii |
|  |                     |
|  | Diplodocus hallorum |
|  |                     |

|  | Kaatedocus siberi |
|  |                   |
|  | Barosaurus lentus |
|  |                   |

|  | Diplodocus carnegii |
|  |                     |
|  | Diplodocus hallorum |
|  |                     |

|  | Kaatedocus siberi |
|  |                   |
|  | Barosaurus lentus |
|  |                   |

|  | Supersaurus lourinhanensis |
|  |                            |
|  | Supersaurus vivianae       |
|  |                            |

|  | Diplodocus carnegii |
|  |                     |
|  | Diplodocus hallorum |
|  |                     |

|  | Kaatedocus siberi |
|  |                   |
|  | Barosaurus lentus |
|  |                   |

|  | Diplodocus carnegii |
|  |                     |
|  | Diplodocus hallorum |
|  |                     |

|  | Kaatedocus siberi |
|  |                   |
|  | Barosaurus lentus |
|  |                   |

|  | Diplodocus carnegii |
|  |                     |
|  | Diplodocus hallorum |
|  |                     |

|  | Kaatedocus siberi |
|  |                   |
|  | Barosaurus lentus |
|  |                   |

|  | Diplodocus carnegii |
|  |                     |
|  | Diplodocus hallorum |
|  |                     |

|  | Kaatedocus siberi |
|  |                   |
|  | Barosaurus lentus |
|  |                   |

|  | Diplodocus carnegii |
|  |                     |
|  | Diplodocus hallorum |
|  |                     |

|  | Kaatedocus siberi |
|  |                   |
|  | Barosaurus lentus |
|  |                   |

|  | Diplodocus carnegii |
|  |                     |
|  | Diplodocus hallorum |
|  |                     |

|  | Kaatedocus siberi |
|  |                   |
|  | Barosaurus lentus |
|  |                   |

|  | Diplodocus carnegii |
|  |                     |
|  | Diplodocus hallorum |
|  |                     |

|  | Kaatedocus siberi |
|  |                   |
|  | Barosaurus lentus |
|  |                   |

|  | Diplodocus carnegii |
|  |                     |
|  | Diplodocus hallorum |
|  |                     |

|  | Kaatedocus siberi |
|  |                   |
|  | Barosaurus lentus |
|  |                   |

|  | Supersaurus lourinhanensis |
|  |                            |
|  | Supersaurus vivianae       |
|  |                            |

|  | Diplodocus carnegii |
|  |                     |
|  | Diplodocus hallorum |
|  |                     |

|  | Kaatedocus siberi |
|  |                   |
|  | Barosaurus lentus |
|  |                   |

|  | Diplodocus carnegii |
|  |                     |
|  | Diplodocus hallorum |
|  |                     |

|  | Kaatedocus siberi |
|  |                   |
|  | Barosaurus lentus |
|  |                   |

|  | Diplodocus carnegii |
|  |                     |
|  | Diplodocus hallorum |
|  |                     |

|  | Kaatedocus siberi |
|  |                   |
|  | Barosaurus lentus |
|  |                   |

|  | Diplodocus carnegii |
|  |                     |
|  | Diplodocus hallorum |
|  |                     |

|  | Kaatedocus siberi |
|  |                   |
|  | Barosaurus lentus |
|  |                   |

|  | Diplodocus carnegii |
|  |                     |
|  | Diplodocus hallorum |
|  |                     |

|  | Kaatedocus siberi |
|  |                   |
|  | Barosaurus lentus |
|  |                   |

|  | Diplodocus carnegii |
|  |                     |
|  | Diplodocus hallorum |
|  |                     |

|  | Kaatedocus siberi |
|  |                   |
|  | Barosaurus lentus |
|  |                   |

|  | Diplodocus carnegii |
|  |                     |
|  | Diplodocus hallorum |
|  |                     |

|  | Kaatedocus siberi |
|  |                   |
|  | Barosaurus lentus |
|  |                   |

|  | Diplodocus carnegii |
|  |                     |
|  | Diplodocus hallorum |
|  |                     |

|  | Kaatedocus siberi |
|  |                   |
|  | Barosaurus lentus |
|  |                   |

|  | Supersaurus lourinhanensis |
|  |                            |
|  | Supersaurus vivianae       |
|  |                            |

|  | Diplodocus carnegii |
|  |                     |
|  | Diplodocus hallorum |
|  |                     |

|  | Kaatedocus siberi |
|  |                   |
|  | Barosaurus lentus |
|  |                   |

|  | Diplodocus carnegii |
|  |                     |
|  | Diplodocus hallorum |
|  |                     |

|  | Kaatedocus siberi |
|  |                   |
|  | Barosaurus lentus |
|  |                   |

|  | Diplodocus carnegii |
|  |                     |
|  | Diplodocus hallorum |
|  |                     |

|  | Kaatedocus siberi |
|  |                   |
|  | Barosaurus lentus |
|  |                   |

|  | Diplodocus carnegii |
|  |                     |
|  | Diplodocus hallorum |
|  |                     |

|  | Kaatedocus siberi |
|  |                   |
|  | Barosaurus lentus |
|  |                   |

|  | Diplodocus carnegii |
|  |                     |
|  | Diplodocus hallorum |
|  |                     |

|  | Kaatedocus siberi |
|  |                   |
|  | Barosaurus lentus |
|  |                   |

|  | Diplodocus carnegii |
|  |                     |
|  | Diplodocus hallorum |
|  |                     |

|  | Kaatedocus siberi |
|  |                   |
|  | Barosaurus lentus |
|  |                   |

|  | Diplodocus carnegii |
|  |                     |
|  | Diplodocus hallorum |
|  |                     |

|  | Kaatedocus siberi |
|  |                   |
|  | Barosaurus lentus |
|  |                   |

|  | Diplodocus carnegii |
|  |                     |
|  | Diplodocus hallorum |
|  |                     |

|  | Kaatedocus siberi |
|  |                   |
|  | Barosaurus lentus |
|  |                   |

## Paleobiología

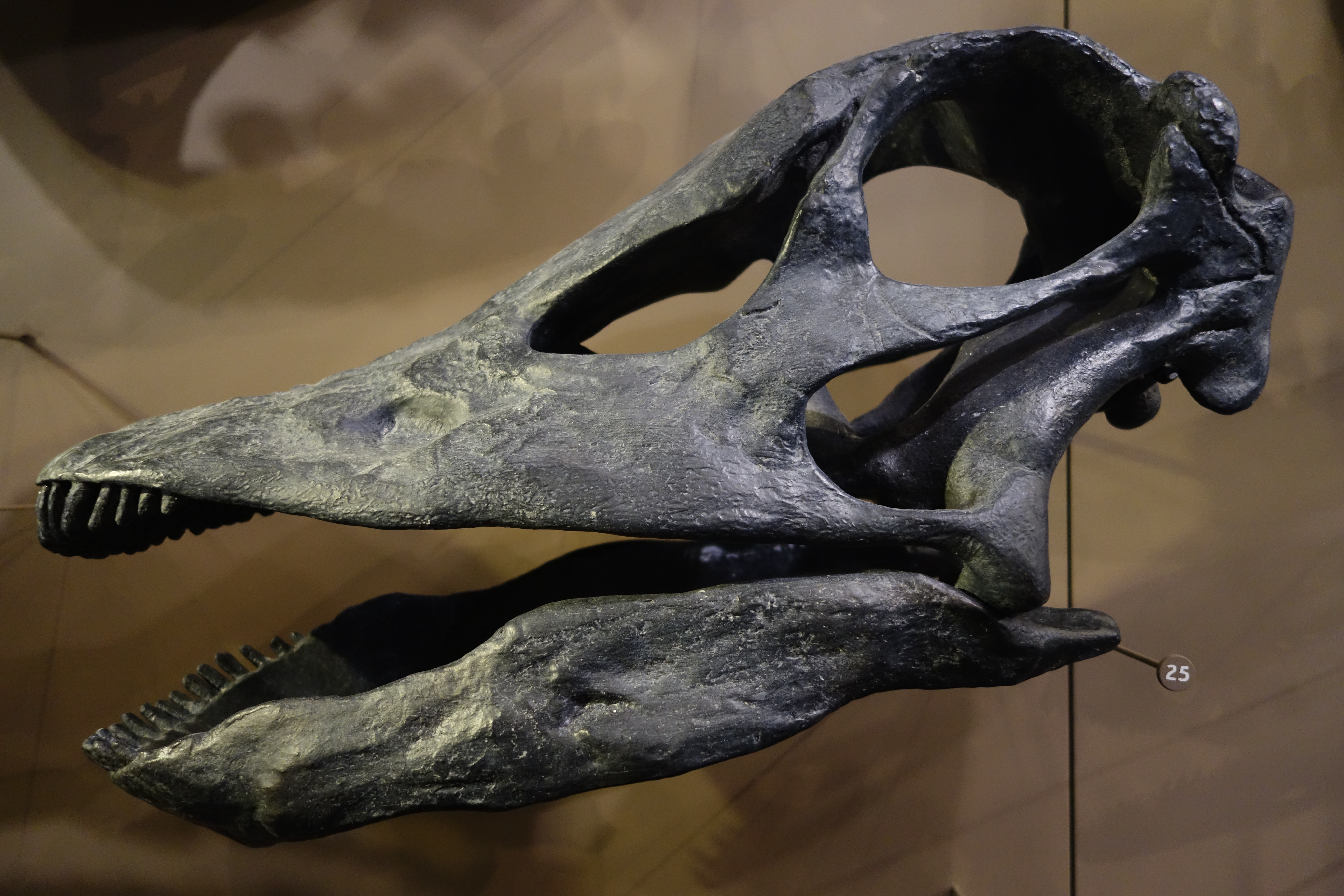
Cráneo de Barosaurus lentus exhibido en el Museo de Historia Natural de Utah, mostrando la estructura que permite flexibilidad lateral en el cuello, restringiendo la flexibilidad vertical. Esta configuración sugiere un estilo de alimentación a nivel del suelo, diferente al de otros diplodócidos.

La estructura de las vértebras cervicales de Barosaurus permitió un grado significativo de flexibilidad lateral en el cuello, pero restringe la flexibilidad vertical. Esto sugiere un estilo de alimentación diferente para este género cuando se compara con otros diplodócidos. Barosaurus barrió el cuello en arcos largos a nivel del suelo cuando se alimentaba, cosa que se parecía a la estrategia que fue propuesta por primera vez por John Martin en 1987. La restricción de la flexibilidad vertical, sugiere que Barosaurus no podía alimentarse de vegetación alta o en terreno elevado.
La curadora asistente David Evans montó el espécimen del Museo Real de Ontario de forma conservadora, con una cabeza relativamente baja para dar al dinosaurio una presión arterial moderada. El cuello extremadamente largo de unos 10 metros pueden haberse desarrollado para permitir a Barosaurus alimentarse en una amplia zona sin moverse. También puede haber permitido a los dinosaurios irradiar el exceso de calor del cuerpo. Evans sugiere que la selección sexual puede haber favorecido a aquellos con cuellos más largos.

## Paleoecología
Los restos de Barosaurus se limitan a la formación de Morrison, que está muy extendida en el oeste de Estados Unidos entre las Grandes Llanuras y las Montañas Rocosas. La datación radiométrica está de acuerdo con los estudios bioestratigráficos y paleomagnéticos, lo que indica que Morrison fue depositado durante las épocas del Kimeridgiano y principios del Titoniano del período Jurásico, hace aproximadamente 155 a 148 millones de años atrás. Los fósiles de Barosaurus se encuentran desde finales de Kimeridgiano a principios de los sedimentos Titoniano, alrededor de hace 150 millones de años.
La formación de Morrison fue depositada en las llanuras de inundación a lo largo del borde del antiguo Mar de Sundance, un brazo del Océano Ártico que se extendía hacia el sur para cubrir el centro de América del Norte hacia el sur hasta el moderno estado de Colorado. Debido al levantamiento tectónico hacia el oeste, el mar se alejaba hacia el norte, y se había retirado a lo que hoy es Canadá en el momento en que Barosaurus evolucionó. Los sedimentos de Morrison fueron expuestos a medida que las montañas occidentales, que habían sido levantadas durante el la orogenia de Nevada ahora erosionadas exponiendo los fósiles. Muy altas concentraciones atmosféricas de dióxido de carbono en el Jurásico llevaron a altas temperaturas en todo el mundo, debido al efecto invernadero. Un estudio estimó concentraciones de CO2 de 1120 partes por millón, dando temperaturas invernales promedio en el oeste de América del Norte de 20 °C y las temperaturas de verano promedio de 40-45 °C. Un estudio más reciente sugirió incluso concentraciones superiores de CO2 de hasta 3.180 partes por millón. Las temperaturas cálidas llevaron a una significativa evaporación durante todo el año, junto con la posible efecto de sombra orográfica de las montañas al oeste, condujo a un clima semiárido con solamente precipitación estacional. Esta formación es de similar en edad a la Caliza de Solnhofen en Alemania y la formación Tendaguru en Tanzania. En 1877 esta formación se convirtió en el centro de la Guerra de los Huesos, una rivalidad en la búsqueda de fósiles de los primeros paleontólogos Othniel Charles Marsh y Edward Drinker Cope.
La Formación Morrison registra un entorno y tiempo dominado por dinosaurios saurópodos gigantescos tales como Camarasaurus, Diplodocus, Apatosaurus y Brachiosaurus. Aparte de estos otros dinosaurios que vivieron junto Barosaurus fueron los herbívoros ornitisquios Camptosaurus, Dryosaurus, Stegosaurus y Othnielosaurus. Los dinosaurios depredadores en este paleoambiente incluyen a Saurophaganax, Torvosaurus, Ceratosaurus, Marshosaurus, Stokesosaurus, Ornitholestes y Allosaurus este último representa el 70 a 75% de las muestras de los terópodos y estaba en la parte superior del nivel trófico de la red alimentaria de Morrison. Otros vertebrados que compartían este paleoambiente incluyen bivalvos, caracoles, peces con aletas radiadas, ranas, salamandras, tortugas, esfenodontoss, lagartos, terrestres y acuáticos, cocodrilomorfos, y varias especies de pterosaurios . Los primeros mamíferos estaban presentes como docodontos, multituberculados, simetrodontos, y triconodontos. La flora del periodo ha sido revelada por fósiles de algas verde , hongos, musgos , colas de caballo, cícadas, ginkgos, y varias familias de coníferas. La vegetación varía de bosques de galería bordeando los ríos de helechos y helechos arborecense, a sabanas de helechos con árboles ocasionales, tales como Brachyphyllum, una conífera similar a la araucaria.